# Tomoya Ugajin
Tomoya Ugajin (宇賀神 友弥, Ugajin Tomoya, Saitama, 23 maart 1988) is een Japans voetballer die als verdediger speelt bij Urawa Red Diamonds.

## Carrière
Tomoya Ugajin tekende in 2010 bij Urawa Red Diamonds.

## Statistieken
| Japans voetbalelftal | Japans voetbalelftal | Japans voetbalelftal |
| Jaar                 | Wed.                 | Dlp.                 |
| -------------------- | -------------------- | -------------------- |
| 2018                 | 1                    | 0                    |
| Totaal               | 1                    | 0                    |